# Tanjung Kurung (Wonosobo)
Tanjung Kurung is een bestuurslaag in het regentschap Tanggamus van de provincie Lampung, Indonesië. Tanjung Kurung telt 491 inwoners (volkstelling 2010).